# The Mar-Keys
Ne doit pas être confondu avec The Bar-Kays.
The Mar-Keys est un groupe américain instrumental de rhythm and blues et de soul, qui a œuvré pour le label Stax Records. Ce groupe à géométrie variable, basé autour d'un noyau de musiciens blancs, a accompagné Otis Redding ou Sam & Dave. Leur titre le plus célèbre est Last Night.

## Membres
- Steve Cropper : guitare, claviers
- Donald « Duck » Dunn : basse
- Charlie Freeman : guitare
- 'Charles « Packy » Axton' : saxophone ténor
- Wayne Jackson : trompette
- Jerry Lee « Smoochy » Smith : orgue
- Terry Johnson : batterie

## Histoire
Le groupe se forme vers 1958 à Memphis autour de Steve Cropper, Don Nix et Charlie Freeman sous le nom de Royal Spades. À l'époque où tout le monde  joue du rock 'n' roll, ces musiciens blancs se tournent vers le rhythm and blues. Ils prennent ensuite le nom de Mar-Keys, en référence à la marquise (marquee en anglais) située à l'entrée du studio de Satellite Records (futur Stax).
Leur premier 45 tours, en 1961, Last Night, devient immédiatement un tube. Classé n° 2 des charts R&B et n° 3 des charts pop, ce titre deviendra le générique de l'émission Salut les copains en France. 
L'oncle de Packy Axton, Jim Stewart, qui a produit le disque, fonde alors le label Stax Records et les Mar-Keys en deviennent le groupe de studio attitré. Après quelques disques, Cropper et Dunn rejoignent Booker T. & the M.G.'s et les autres s'en vont aussi petit à petit. Le groupe se réduit bientôt à une simple section de cuivres, celle-là même qui accompagne les plus grandes stars de la firme comme Otis Redding, Sam & Dave, Wilson Pickett, Eddie Floyd, etc. Ils prendront ensuite le nom de Memphis Horns.
Au fil des changements, ils comptèrent dans leurs rangs Don Nix, Booker T. Jones ou encore Isaac Hayes. Charlie Freeman, qui avait rejoint les Dixie Flyers, meurt d'une overdose en 1973 et Packy Axton, en 1974, d'une cirrhose.

## Discographie

### Albums studio
- 1961 : Last Night!
- 1962 : Do the Pop-Eye
- 1966 : The Great Memphis Sound
- 1969 : Damifiknow!
- 1971 : Memphis Experience

### Album live
- 1967 : Back to Back (avec Booker T. & the M.G.'s)